# Discografia lui Victor Predescu
Discografia dirijorului și violonistului Victor Predescu cuprinde discuri de gramofon, viniluri, CD-uri, care conțin înregistrări efectuate la casa de discuri Electrecord și la Societatea Română de Radiodifuziune.

## Discuri Electrecord
| An   | Număr de catalog                                                                                | Format                     | Piese | Acompaniament |
| 1953 | EPA 5019                                                                                        | shellac, 25 cm, 78 RPM     | Perinița | O.M.P.R., dirijor Victor Predescu |
| 1954 | EPA 1805                                                                                        | shellac, 25 cm, 78 RPM     | Sârba lui Ilie și Brâul pe opt | Orchestra de muzică populară a M.A.I., dirijor Victor Predescu                                                                        |
| 1954 | EPA 1837                                                                                        | shellac, 25 cm, 78 RPM     | Băsmăluța (reg. Bacău) Floricica (reg, Bacău) | O.M.P.R., dirijor Victor Predescu Aranjament și prelucrare Viorel Doboș                                                               |
| 1954 | EPA 1839                                                                                        | shellac, 25 cm, 78 RPM     | Drăgaica (reg. București) | Orchestra de muzică populară a M.A.I., dirijor Victor Predescu                                                                        |
| 1955 | EPA 1929                                                                                        | shellac, 25 cm, 78 RPM     | Bărbuncul | O.M.P.R., dirijor Victor Predescu |
| 1956 | EPA 2012                                                                                        | shellac, 25 cm, 78 RPM     | Perinița | O.M.P.R., dirijor Victor Predescu |
| 1957 | EPA 2330                                                                                        | shellac, 25 cm, 78 RPM     | Țărăneasca | orchestra Victor Predescu |
| 1957 | EDD 5                                                                                           | vinil, LP, 25 cm, 33 ⅓ RPM | 6. Perinița | O.M.P.R., dirijor Victor Predescu |
| 1957 | EPD 12                                                                                          | vinil, LP, 25 cm, 33 ⅓ RPM | 1. Corăbeasca 9. Sârba lui Ilie și Brâul pe opt | O.M.P.R., dirijor Victor Predescu (1) Orchestra M.A.I., dirijor Victor Predescu (9)                                                   |
| 1958 | EPA 2449                                                                                        | shellac, 25 cm, 78 RPM     | Joc de doi de la Oravița | orchestra Victor Predescu |
| 1958 | EPA 2576                                                                                        | shellac, 25 cm, 78 RPM     | Sârba pompierilor | orchestra Victor Predescu |
| 1958 | EPA 2624                                                                                        | shellac, 25 cm, 78 RPM     | Bătuta de la Sulia | O.M.P.R., dirijor Victor Predescu |
| 1958 | EPC 145                                                                                         | vinil, 17 cm, 33 ⅓ RPM     | 4. Joc de doi de la Oravița | orchestra Victor Predescu |
| 1959 | EPA 2795                                                                                        | shellac, 25 cm, 78 RPM     | Alunelul dărăpănat | O.M.P.R., dirijor Victor Predescu |
| 1963 | EPA 3212                                                                                        | shellac, 25 cm, 78 RPM     | Joc din Moldova | Orchestra de muzică populară „Ciocârlia”, dirijor Victor Predescu                                                                     |
| 1963 | EPC 443                                                                                         | vinil, 17 cm, 33 ⅓ RPM     | 1. Jocul de-a lungul 2. Țarina de la Abrud 3. Ardeleana pe picior 4. Învârtită din Arad 5. Joc din regiunea Bihor 6. Învârtită de la Gilău | orchestra Victor Predescu |
| 1964 | EPD 1033                                                                                        | vinil, LP, 25 cm, 33 ⅓ RPM | 1. Hora lui Dobrică 3. Joc de doi din Banat 6. Jocul călușarilor 7. Jocul „Ciuleandra” 9. Joc din Moldova 12. Sârba tot pe loc | Orchestrele „Ciocârlia” și RTV (unite), dirijor Victor Predescu                                                                       |
| 1965 | EPE 0219 The Famous Romanian Folklore Ensemble «Ciocârlia»                                      | vinil, LP, 30 cm, 33 ⅓ RPM | 1. Hora furtună 8. Sârba în căruță 9. Hora staccato 16. Sârbe din Muscel | Orchestra de muzică populară „Ciocârlia”, dirijor Victor Predescu                                                                     |
| 1967 | EPE 0306 în anul 1973 a devenit: STM-EPE 0853 The Famous Romanian Folklore Ensemble «Ciocârlia» | vinil, LP, 30 cm, 33 ⅓ RPM | 1. Hora furtună 7. Sârba din căruță 8. Hora staccato 13. Sârbe din Muscel | Orchestra de muzică populară „Ciocârlia”, dirijor Victor Predescu                                                                     |
| 1968 | EPE 0377 The Famous Romanian Folklore Ensemble «Ciocârlia»                                      | vinil, LP, 30 cm, 33 ⅓ RPM | 1. Hora furtună 8. Sârba în căruță 9. Hora staccato 16. Sârbe din Muscel | Orchestra de muzică populară „Ciocârlia”, dirijor Victor Predescu                                                                     |
| 1968 | EPD 1200 La horă-n sat: Muntenia                                                                | vinil, LP, 25 cm, 33 ⅓ RPM | 1. Hora de pe Ialomița 2. Sârba din Argeș 3. Brâul muntenesc 4. Geamparalele 5. Hora de la Titu 6. Sârba de la Târgoviște 7. Geamparalele de la Giurgiu 8. Breaza de la Comarnic | orchestra Victor Predescu Soliști : Constantin Mirea - vioară Marcel Budală - acordeon Marin Ivașcu - clarinet Constantin Dobre - nai |
| 1968 | C.S. 180                                                                                        | vinil, LP, 30 cm           | Sârba pe loc Brâul - Călușarii | O.M.P.R., dirijor Victor Predescu |
| 1975 | EPE 01108 Muzica de café concert                                                                | vinil, LP, 30 cm, 33 ⅓ RPM | 1. Suită de melodii (Ion Vasilescu) 2. Mica conversație (George Ochialbi) 3. Ceasornicul (Grigoraș Dinicu) 4. Două canțonete: Canta per me (Di Curtis) și O sole mio (Di Capua) 5. Valsul femeilor (George Boulanger) 6. Înțeleg (Ion Vasilescu) 7. Din ochii care-au plâns vreodată (Ionel Fernic) 8. Mănunchi de flori 9. Lăutar bătrân (Kálmán) 10. Cobzar bătrân (Eugen Seno) 11. Trubadurul (Ionel Băjescu-Oardă) 12. Pentru tine (George Boulanger) 13. Hora mare (Grigoraș Dinicu) 14. Mimi (Ionel Băjescu-Oardă) | O.M.P.R., dirijor, vioară: Victor Predescu                                                                                            |
| 2013 | EDC 1103 Comori ale muzicii românești                                                           | compact disc               | 15. Suită de melodii (Ion Vasilescu) 16. Mică conversație (George Ochialbi) 17. Ceasornicul (Grigoraș Dinicu) 18. Canta per me (Di Curtis) / O sole mio (Di Capua) 19. Înțeleg (Ion Vasilescu) 20. Din ochii care-au plâns vreodată (Ionel Fernic) 21. Mănunchi de flori (romanță) 22. Lăutar bătrân (Kálmán) 23. Cobzar bătrân 24. Trubadurul (I. Băjescu-Oardă) 25. Hora mare (Grigoraș Dinicu) 26. Mimi (I. Băjescu-Oardă)                                                                                            | O.M.P.R., dirijor, vioară : Victor Predescu                                                                                           |